# Torpedo (Recht)
Im Zivilverfahrensrecht wird von einem Torpedo bzw. einer Torpedoklage gesprochen, wenn eine Partei, die mit einer gegen sie gerichteten Klage rechnet, durch Erhebung einer negativen Feststellungsklage den erwarteten Zivilprozess zu blockieren versucht.
Dabei versucht der Torpedokläger durch Erhebung der eigenen Klage die Zurückweisung der Klage seines Gegners (oder zumindest eine Aussetzung des Verfahrens) wegen Streitanhängigkeit zu erreichen.
Die Möglichkeit, Torpedoklagen zu erheben, besteht nur auf europäischer Ebene. Sie wird erst durch die vom EuGH vertretene Streitgegenstandstheorie (Kerntheorie) eröffnet, nach der zwei Klagen denselben Streitgegenstand haben, sofern sie denselben Lebenssachverhalt betreffen, also für ihre Sachentscheidungen dieselben materiell-rechtlichen Fragen beantwortet werden müssen (beispielsweise, ob ein bestimmter Vertrag besteht).
Zum Vergleich: In Österreich wäre die Erhebung einer negativen Feststellungsklage zur Blockierung einer gegen den Kläger gerichteten Leistungs- oder Unterlassungsklage nicht möglich, da die Leistungs- oder Unterlassungsklage aufgrund der überwiegend vertretenen zweigliedrigen Streitgegenstandstheorie einen anderen Streitgegenstand als die negative Feststellungsklage hat: der Streitgegenstand setzt sich nach dieser Auffassung aus dem Klagegrund und dem Klagebegehren zusammen, das Klagebegehren wäre aber in diesem Fall ein anderes.

## Historische Situation
Der Torpedo war bereits vor Erlass der EuGVVO von 2001 möglich, sogar noch in größerem Umfang als danach. Während nach der Rechtslage der EuGVVO ein Torpedo nur dann erfolgreich lanciert werden konnte, wenn die negative Feststellungsklage vor der eigentlichen Verletzungs- bzw. Leistungsklage eingebracht wurde, war es vorher aufgrund verschiedener internationaler Rechtshängigkeiten der einzelnen Klagen möglich, eine zuerst eingereichte Leistungsklage nachträglich mit einer negativen Feststellungsklage zu blockieren.

## Geltende Rechtslage
Grundsätzlich gilt (wie schon seit Inkrafttreten der EuGVVO 2001), dass Gerichte, die mit Klagen angerufen werden, die denselben Streitgegenstand haben wie Verfahren, die bei Gerichten anderer Mitgliedsstaaten anhängig sind, das Verfahren auszusetzen haben, bis eine Entscheidung über die Zuständigkeit des zuerst angerufenen Gerichts ergeht. Damit ist es weiterhin möglich, eine Torpedoklage zu erheben, bevor man selbst verklagt wird, und so den Prozess zu blockieren.
Mit Inkrafttreten der EuGVVO von 2012 hat sich die Rechtslage allerdings geändert: Um der inzwischen recht gängigen Praxis von Torpedoklagen entgegenzutreten, wurde die Regelung des Art. 31 Abs. 2 EuGVVO eingeführt, nach der ein Verfahren, das bei einem Gericht anhängig gemacht wird, welches Kraft einer Zuständigkeitsvereinbarung der Parteien zuständig ist, jedenfalls den Vorrang bekommt. Andere Gerichte, bei denen Klagen mit demselben Streitgegenstand anhängig gemacht worden sind, haben das Verfahren bis zur Zuständigkeitsentscheidung des Kraft Zuständigkeitsvereinbarung zuständig gemachten Gerichts auszusetzen. Somit können sich Vertragsparteien durch eine Gerichtsstandsvereinbarung vor Torpedoklagen des Vertragspartners schützen.
Allerdings eröffnet diese Regelung wieder die Möglichkeit einer nachträglichen Torpedoklage: Da die Gerichte ihre Zuständigkeit nur aufgrund der in der Klage gemachten Angaben des Klägers prüfen, kann der Beklagte eines Verfahrens, welches bei einem Gericht anhängig ist, das nach den allgemeinen Regeln der EuGVVO zuständig ist, durch die (fälschliche) Behauptung einer Gerichtsstandsvereinbarung einen Prozess bei einem Gericht eines anderen Mitgliedsstaates beginnen und so die Aussetzung des bereits laufenden Verfahrens bewirken. Darüber hinaus hat der EuGH mit der Weber-Entscheidung eine Ausnahme von der Aussetzungspflicht des Art. 29 EuGVVO in Fällen ausschließlicher Zuständigkeit gemäß Art. 24 Nr. 1 EuGVVO angenommen. Die Entscheidung kann nach überwiegender Lesart auf alle sonstigen Fälle ausschließlicher Zuständigkeit gemäß Art. 24 EuGVVO übertragen werden.
Damit der Torpedokläger möglichst viel Zeit gewinnt, muss er einen Mitgliedsstaat wählen, in welchem das Verfahren sehr lange dauert. Da sich in der Vergangenheit Italien und Belgien als besonders „geeignet“ erwiesen haben, wird in der Regel vom italienischen Torpedo, seltener auch vom belgischen Torpedo gesprochen.

## Anwendungsbereich
Im Bereich der gewerblichen Schutzrechte stellt die Torpedo-Taktik eine Gefahr für einen Schutzrechtsinhaber dar, dessen Rechte verletzt wurden, insbesondere im Zusammenhang mit  Abmahnungen. Verschickt der Verletzte zunächst eine Abmahnung, so muss er damit rechnen, dass der Verletzer die Torpedo-Taktik einsetzt. Wird jedoch sofort ohne Abmahnung Klage erhoben und der Verletzer erkennt die Ansprüche unverzüglich an, so muss der Kläger sämtliche Kosten des Verfahrens tragen (in Österreich § 45 ZPO).
Torpedoklagen finden darüber hinaus auch im allgemeinen Schuldrecht Anwendung, sofern ein Interesse des Klägers besteht, ein Verfahren zu verzögern. So greifen Schuldner zur Torpedoklage, um zu verhindern, dass gegen sie schnell ein vollstreckbarer Zahlungstitel erwirkt werden kann. Für den Anspruchsinhaber kann dies vor allem dann fatal sein, wenn sein wirtschaftliches Bestehen von einer schnellen Sachentscheidung abhängt. So können Gläubiger, die eigentlich einen zu Recht bestehenden Anspruch haben, durch lange Verzögerung des Verfahrens dazu gezwungen werden, einen für sie unvorteilhaften Vergleich zu schließen.